# Tennis op de Olympische Zomerspelen 1900
Tennis is een van de sporten die beoefend werden tijdens de Olympische Zomerspelen 1900 in Parijs.

## Medailles

### Medaillewinnaars
| Onderdeel        | Goud | Goud                              | Zilver       | Zilver                                              | Brons        | Brons                                             |
| ---------------- | ---- | --------------------------------- | ------------ | --------------------------------------------------- | ------------ | ------------------------------------------------- |
| Mannenenkelspel  | GBR  | Laurence Doherty                  | GBR          | Harold Mahony                                       | GBR          | Reginald Doherty                                  |
| Mannenenkelspel  | GBR  | Laurence Doherty                  | GBR          | Harold Mahony                                       | GBR          | Arthur Norris                                     |
| Vrouwenenkelspel | GBR  | Charlotte Cooper                  | FRA          | Yvonne Prévost                                      | USA          | Marion Jones                                      |
| Vrouwenenkelspel | GBR  | Charlotte Cooper                  | FRA          | Yvonne Prévost                                      | BOH          | Hedwiga Rosenbaumová                              |
| Mannendubbelspel | GBR  | Laurence Doherty Reginald Doherty | Gemengd team | Basil Spalding de Garmendia (USA) Max Décugis (FRA) | FRA          | Georges de la Chapelle André Prévost              |
| Mannendubbelspel | GBR  | Laurence Doherty Reginald Doherty | Gemengd team | Basil Spalding de Garmendia (USA) Max Décugis (FRA) | GBR          | Harold Mahony Arthur Norris                       |
| Gemengddubbel    | GBR  | Charlotte Cooper Reginald Doherty | Gemengd team | Yvonne Prévost (FRA) Harold Mahony (GBR)            | Gemengd team | Marion Jones (USA) Laurence Doherty (GBR)         |
| Gemengddubbel    | GBR  | Charlotte Cooper Reginald Doherty | Gemengd team | Yvonne Prévost (FRA) Harold Mahony (GBR)            | Gemengd team | Hedwiga Rosenbaumová (BOH) Archibald Warden (GBR) |

### Medaillespiegel
| Rang   | Land             | Goud | Zilver | Brons | totaal |
| ------ | ---------------- | ---- | ------ | ----- | ------ |
| 1      | Groot-Brittannië | 4    | 1      | 3     | 8      |
| 2      | Frankrijk        | 0    | 1      | 1     | 2      |
| 3      | FRA / GBR        | 0    | 1      | 0     | 1      |
| 3      | FRA / USA        | 0    | 1      | 0     | 1      |
| 5      | Bohemen          | 0    | 0      | 1     | 1      |
| 5      | BOH / GBR        | 0    | 0      | 1     | 1      |
| 5      | Verenigde Staten | 0    | 0      | 1     | 1      |
| 5      | USA / GBR        | 0    | 0      | 1     | 1      |
| Totaal | Totaal           | 4    | 4      | 8     | 16     |

Athene 1896 · 
Parijs 1900 · 
St. Louis 1904 · 
Athene 1906 ·
Londen 1908 · 
Stockholm 1912 · 
Antwerpen 1920 · 
Parijs 1924 · 
Mexico-stad 1968 (demonstratie) · 
Los Angeles 1984 (demonstratie) · 
Seoel 1988 · 
Barcelona 1992 · 
Atlanta 1996 · 
Sydney 2000 · 
Athene 2004 · 
Peking 2008 · 
Londen 2012 · 
Rio de Janeiro 2016  · 
Tokio 2020  · 
Parijs 2024  · 
Los Angeles 2028 
Medaillewinnaars
Atletiek · Boogschieten · Cricket · Croquet · Golf · Paardensport · Pelota · Polo · Roeien · Rugby · Schermen · Schietsport · Tennis · Touwtrekken · Turnen · Voetbal · Waterpolo · Wielersport · Zeilen · Zwemmen